# Linge
Il Linge è un fiume facente parte del delta del Reno, della Mosa e della Schelda che scorre nella province della Gheldria e dell'Olanda Meridionale nei Paesi Bassi. Attraversa la regione della Batavia a partire da Doornenburg fino a Gorinchem. Con i suoi 108 km, è il fiume più lungo il cui percorso è completamente situato nel territorio dei Paesi Bassi. Per la maggior parte del fiume non è possibile la navigazione.
Il nome deriva dall'olandese medio linge il cui significato è "lungo".

## Geografia
Il fiume nasce presso Doornenburg alimentato in modo controllato dalle acque del canale di Pannerden. Il Linge si divide in:
- Benden Linge (Alto Linge) tra Doornenburg e il canale Amsterdam-Reno presso Zoelen,
- Boven Linge (Bassp Linge) nel tratto successivo da Zoelen a Gorinchem,
- Dode Linge (Linge Morto) un ramo di 3,5 km, adesso non più alimentato, che dal fiume Waal si innestava nell'alveo principale presso Tiel.

Incrociandosi con il canale Amsterdam-Reno ed essendo il Linge su un livello inferiore, le acque del fiume sono canalizzate al di sotto del canale stesso.
Tra Elst e Zetten, il Linge ha caratteristiche più simili a quelle di un canale che a quelle di un fiume. Tra Zoelen e Gorinchem, invece, malgrado le modifiche effettuate nei secoli passati, la Linge mantiene invece le caratteristiche di un fiume naturale.
Il nome delle municipalità di Lingewaard e Lingewaal traggono origine dal nome del Linge.

## Storia
Il Linge era originariamente un effluente del Waal costituito dalla Dode Linge e dalla parte inferiore dell'attuale fiume e i primi argini, eretti nei pressi di Tiel, risalgono a circa il 1200. La parte superiore del fiume era invece un fossato conosciuto come Rijn-Wetering.
Nel 1307, l'accesso al Linge dal Waal fu sbarrato all'altezza di Tiel. Tra il 1951 e il 1952 l'alveo del fiume fu allargato a raggiungere le attuali dimensioni. Dello stesso periodo è l'alimentazione del fiume con le acque del canale di Pannerden attraverso due stazioni di pompaggio.

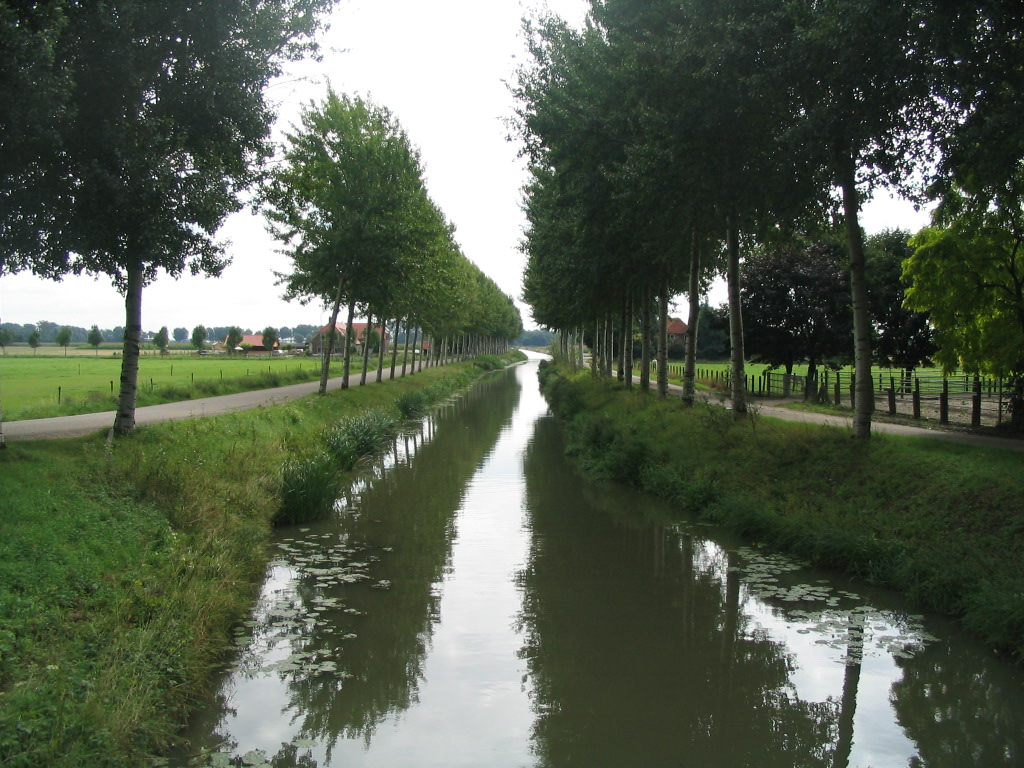
Linge presso Elst
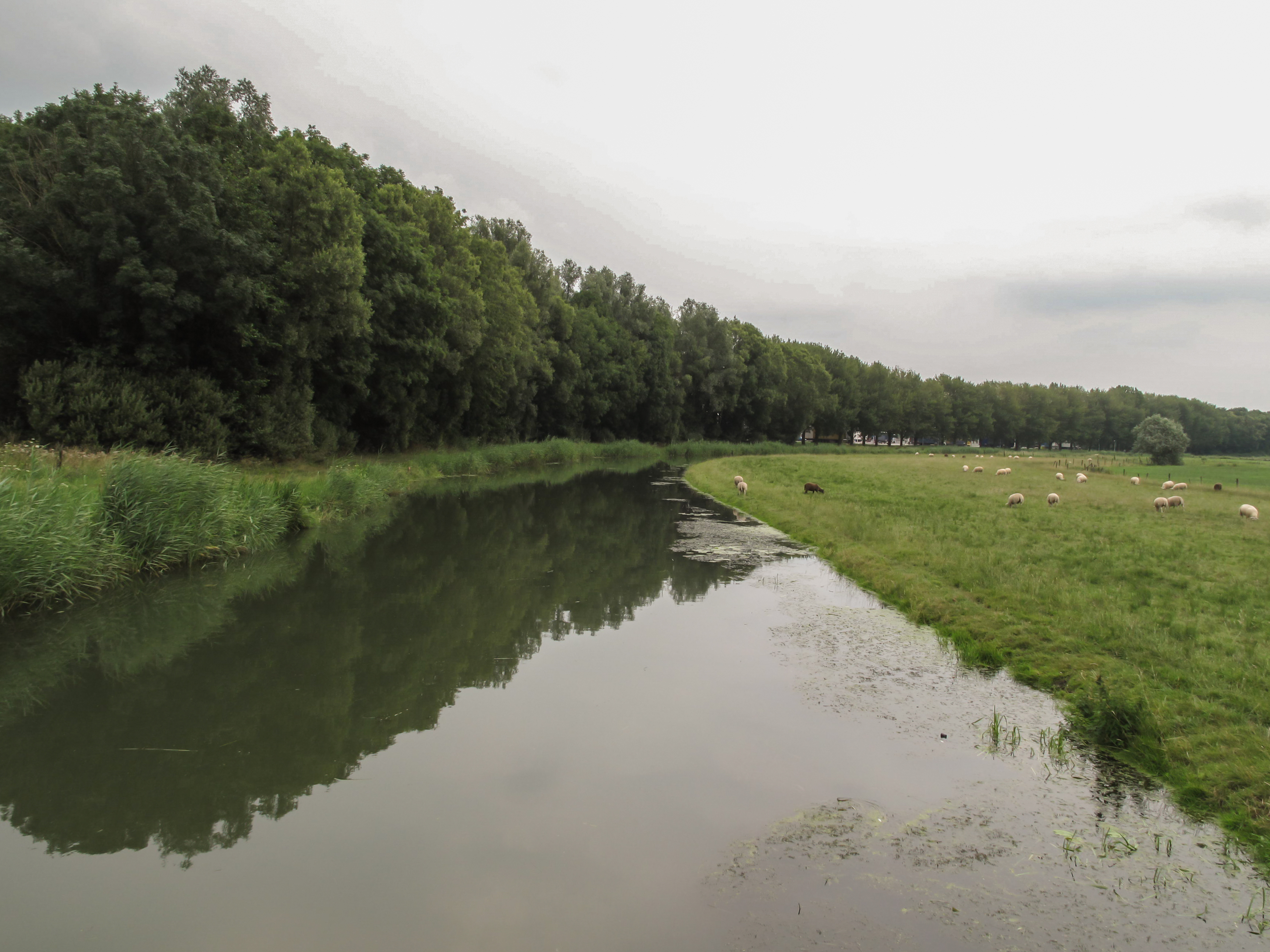
Linge presso Eldik
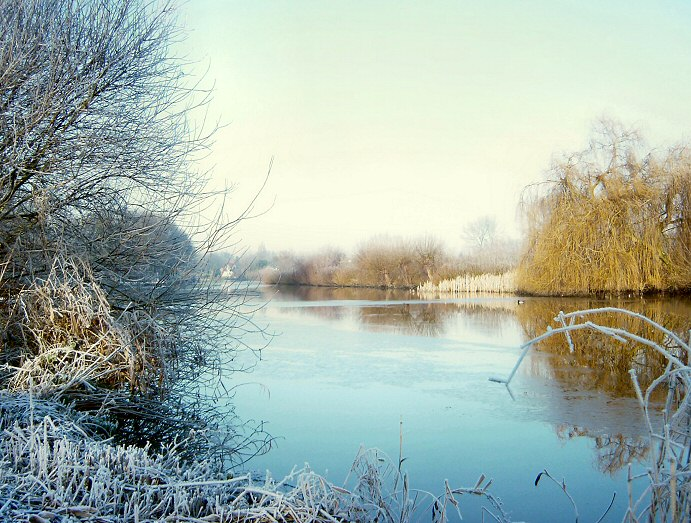
Linge presso Geldermalsen
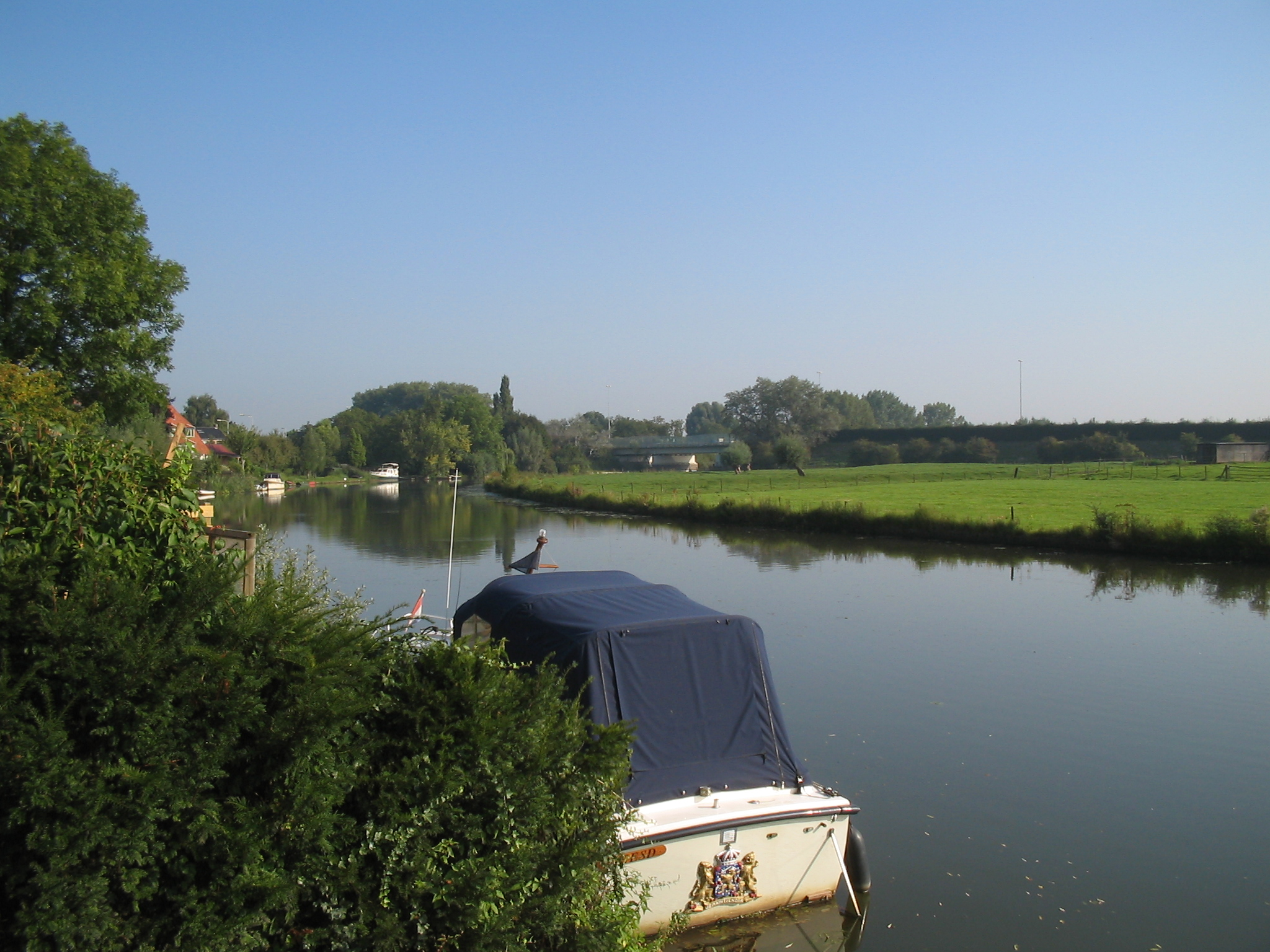
Linge presso Beesd
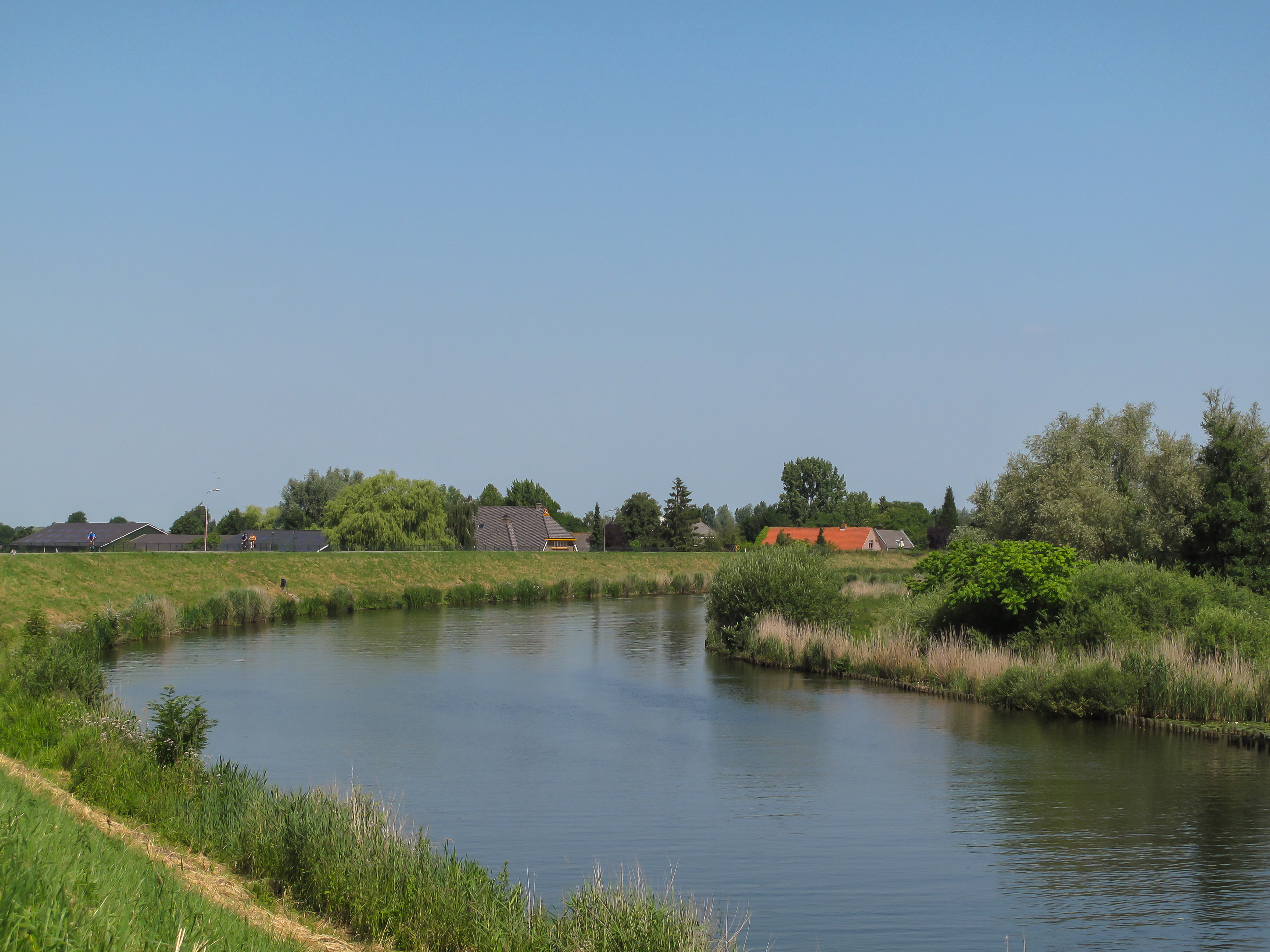
Linge presso Oosterwijk